# Богемская придворная канцелярия

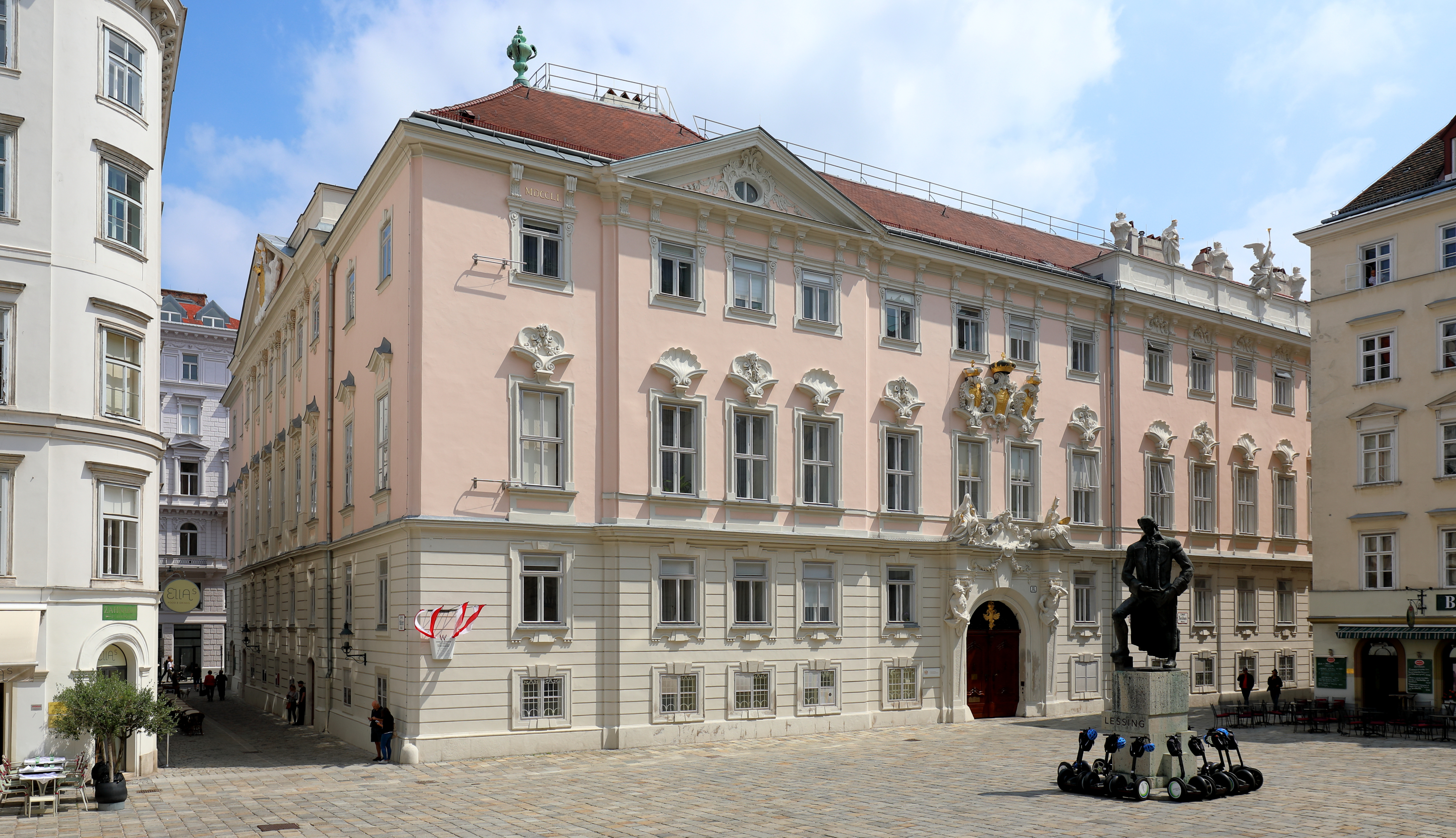
Богемская придворная канцелярия на площади Юденплац в Вене

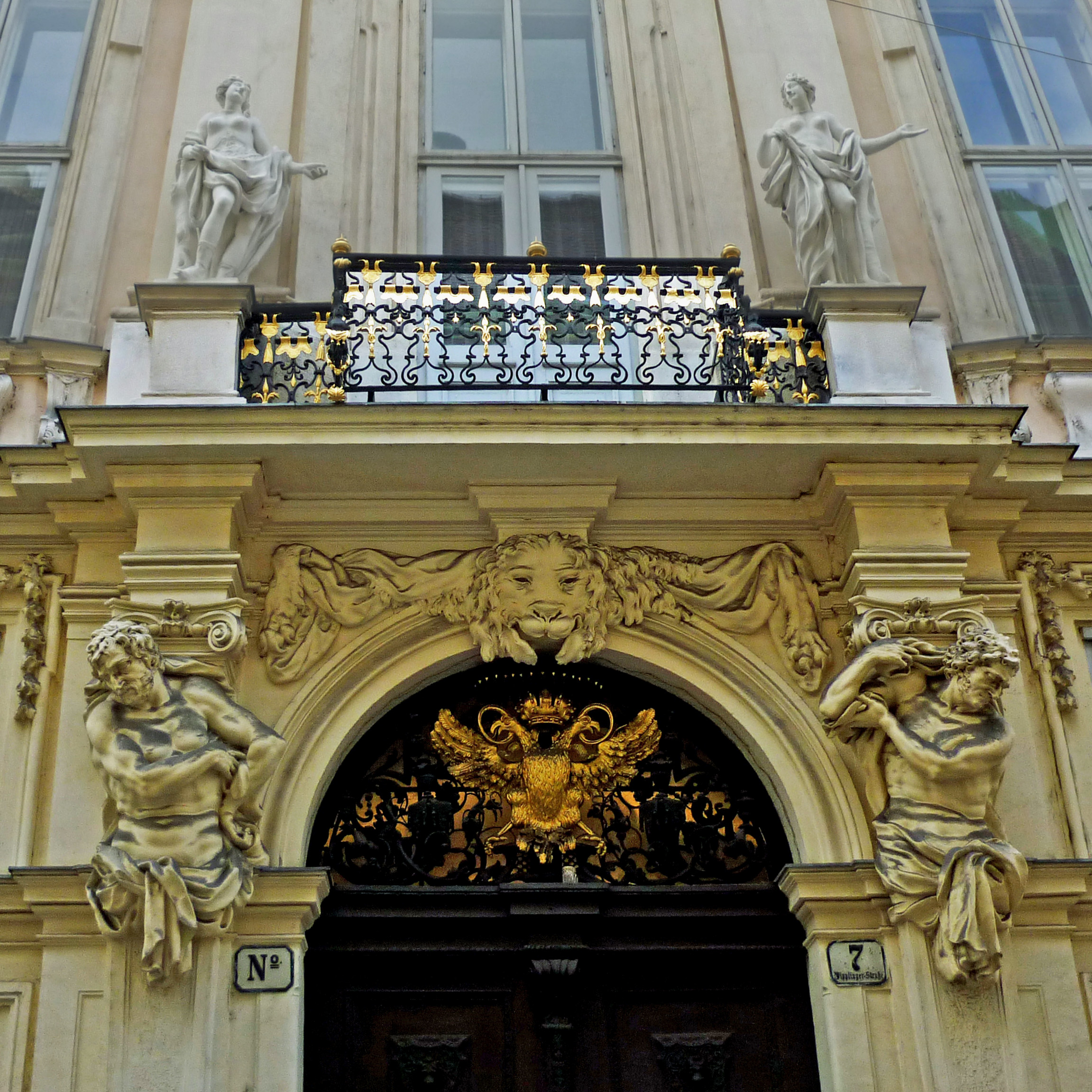
Богемский гербовый лев над входом в Богемскую придворную канцелярию

Богемская придворная канцелярия (нем. Böhmische Hofkanzlei) — историческое здание в Вене, дворец на площади Юденплац во Внутреннем Городе. Здание построено по проекту архитектора Иоганна Бернхарда Фишера фон Эрлаха в 1709—1714 годах для ведомства по управлению богемскими землями, существовавшего в габсбургской монархии в 1527—1749 годах. В настоящее время в здании размещается Административный суд Австрии. В 1946—2012 годах в здании Богемской придворной канцелярии заседал Конституционный суд Австрии.
В 1527 году император Священной Римской империи Фердинанд I, получивший в том же году титул короля Богемии, по настоянию богемских сословий учредил для Богемии отдельную от австрийской придворную канцелярию, расположившуюся в старом королевском дворце в Пражском Граде. После подавления восстания чешских сословий в ходе битвы на Белой горе в 1620 году придворная канцелярия переместилась в Вену и поступила в единоличное подчинение короля Богемии. Сфера деятельности Богемской придворной канцелярии расширилась, и согласно регламенту 1719 года она выполняла все функции, как административные, так и судебные. В 1749 году Богемская придворная канцелярия была распущена, её функции были переданы двум разным ведомствам, которые в конечном итоге были объединены в 1761 году в Богемскую и Австрийскую придворную канцелярию, своего рода министерство внутренних дел этих земель.
Заказ на проект дворца для Богемской придворной канцелярии Фишер фон Эрлах получил после десятилетней паузы в работе в Вене. Фишер вернулся к высокому барокко и античным формам, пользуясь опытом, полученным во время многолетнего пребывания в Италии. Вертикальное членение дворца на три части по трём осям позволяет говорить о палладианской схеме, холодность которой смягчает богатое скульптурное убранство дворца. Об изначальном назначении здания свидетельствуют богемские гербовые львы на фронтоне, над парадным входом и в бельэтаже.